# ラーンゴシュ

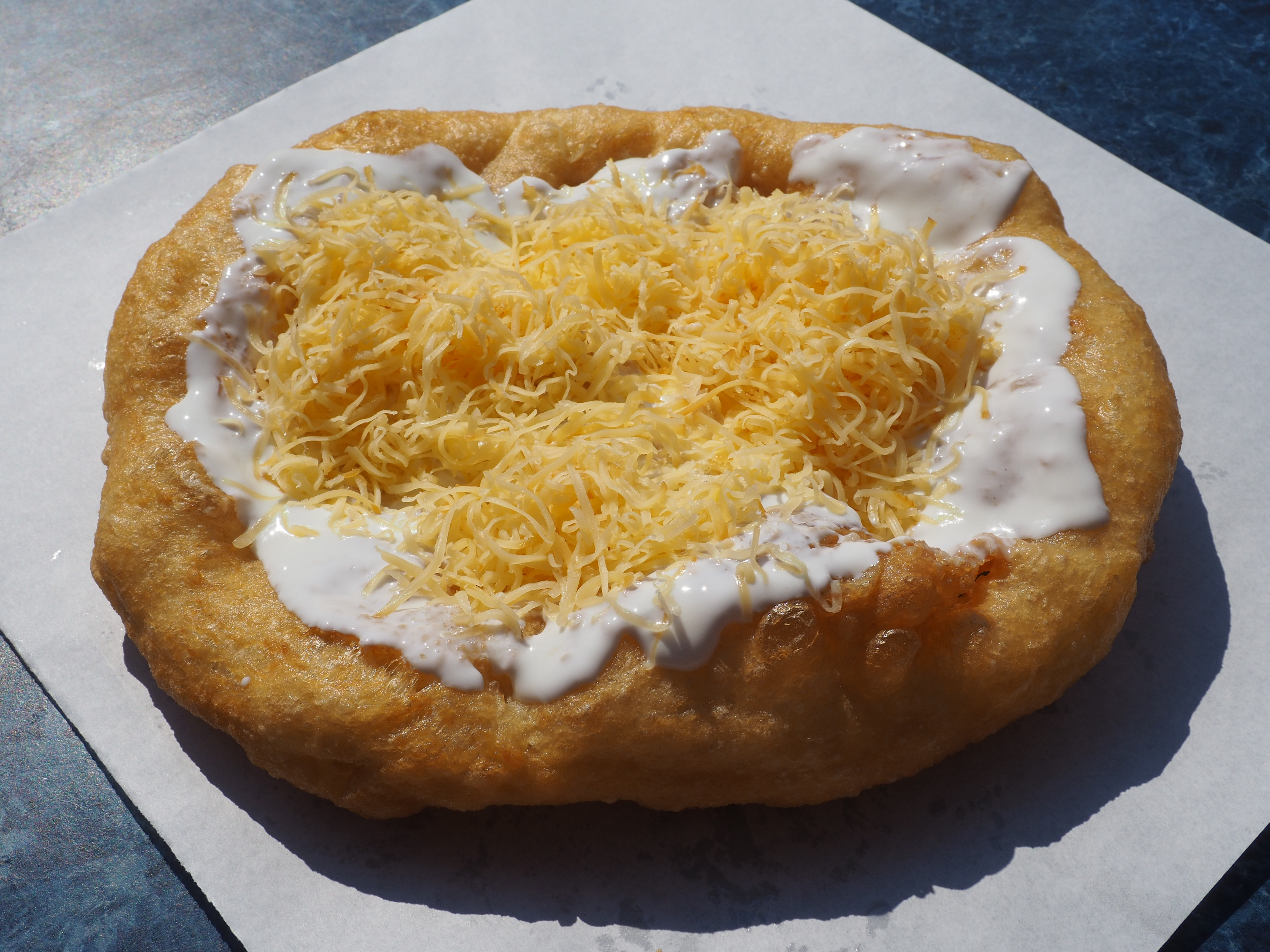
チーズとサワークリームをトッピングしたラーンゴシュ

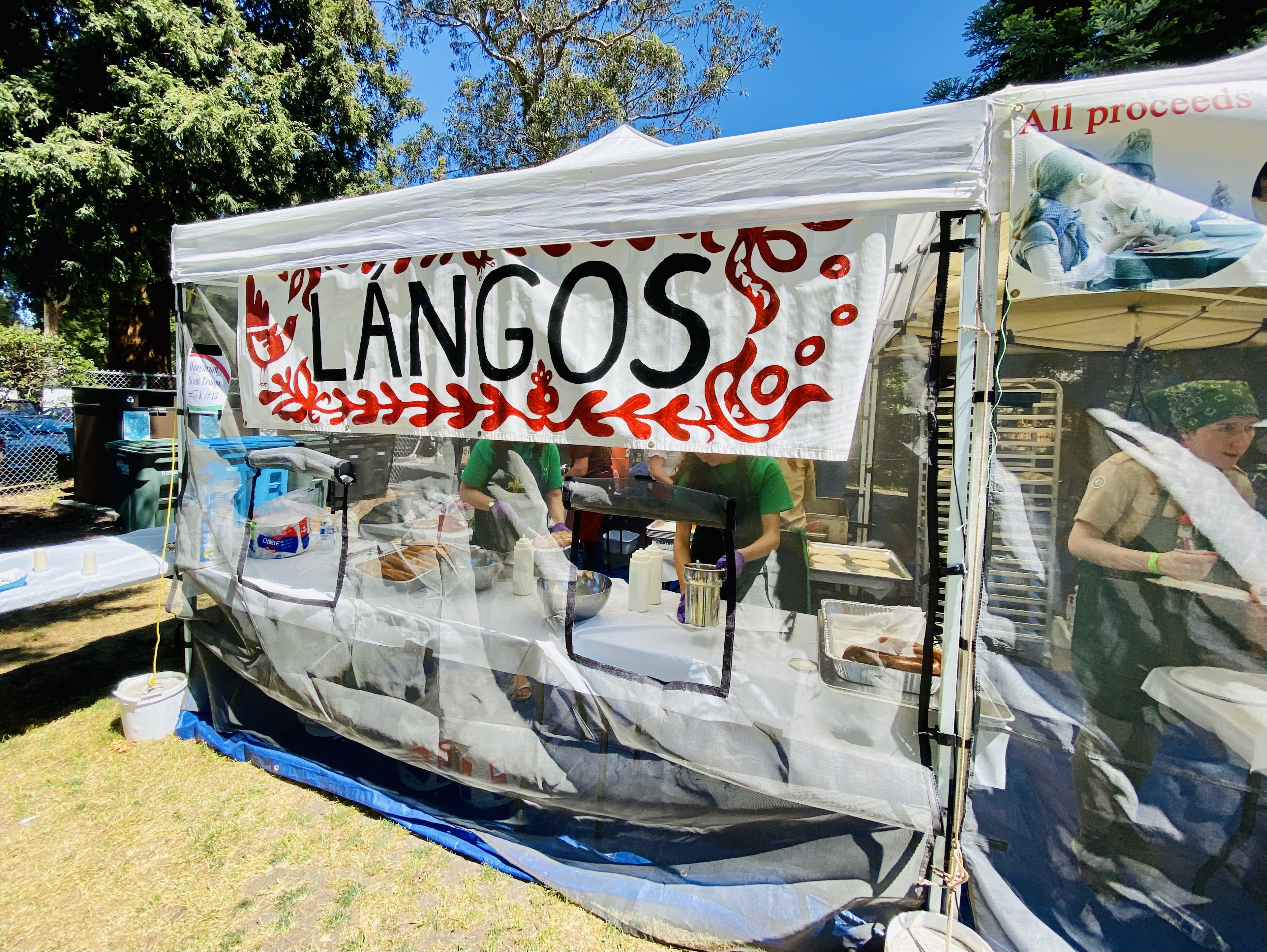
ラーンゴシュの屋台（アメリカ合衆国カリフォルニア州）

ラーンゴシュ、ランゴシュ（ハンガリー語: Lángos）はハンガリー発祥の揚げパン。平たい揚げパンである。揚げピザと説明されることもある。
ハンガリーでは誰もが食べたことのあるソウルフード的な料理であり、屋台料理としても定番の料理である。
様々なトッピングがされるが、塩を振りかけただけのもの、チーズをトッピングしたものがポピュラーである。